# Коефіцієнт складності аварії
Коефіцієнт складності аварії (рос. коэффициент трудности аварии; англ. emergency difficulty coefficient; нім. Havarieschwirigkeitskoeffizient m) – показник, який характеризує складність аварій, допущених у виробництві (бурінні, видобуванні, транспортуванні тощо) і визначається за формулою: 
kа = ta / N, 
де ta – час на ліквідацію аварій (від початку до повної ліквідації); N – кі-лькість ліквідованих аварій. 
Коефіцієнт складності аварії доцільно розраховувати не тільки в середньому по підприємству, але і за окремими видами аварій.